# فرودگاه سرمسکا میترویکا
فرودگاه سرمسکا میترویکا (به انگلیسی: Sremska Mitrovica Airport) (به زبان بومی: Aerodrom Veliki Radinci) یک فرودگاه غیرنظامی با کد یاتا SMC است که یک باند فرود چمن دارد و طول باند آن ۱۳۰۰ متر است. این فرودگاه در کشور صربستان قرار دارد و در ارتفاع ۹۳ متری از سطح دریا واقع شده است.